# Anastasiya Alistratava
Anastasiya Alistratava –en bielorruso, Анастасія Алістратава– (Hrodno, 16 de octubre de 2003) es una deportista bielorrusa que compite en gimnasia artística. En los Juegos Europeos de Minsk 2019 obtuvo una medalla de bronce en las barras asimétricas.

## Palmarés internacional
| Juegos Europeos | Juegos Europeos     | Juegos Europeos   | Juegos Europeos    |
| Año             | Lugar               | Medalla           | Categoría          |
| --------------- | ------------------- | ----------------- | ------------------ |
| 2019            | Minsk (Bielorrusia) | Medalla de bronce | Barras asimétricas |